# Липатов, Владимир Викторович
Влади́мир Ви́кторович Липа́тов (14 сентября 1940, Иркутск — 6 апреля 1998, Улан-Удэ) — российский поэт и переводчик, журналист.

## Биография
Владимир Викторович родился 14 сентября 1940 года в Иркутске.
Получил высшее образование в Литературном институте им. А. М. Горького заочно.
Член Союза писателей СССР с 1982 года.

### Семья
Мать — Любовь Николаевна Липатова.
Жена — Вера Николаевна Липатова;
- дочь — Елена.

## Награды
- Народный поэт Республики Бурятия (1998);
- Заслуженный работник культуры «Республики Бурятия».